# Henri Kumps
Henri Kumps was de eerste voorzitter van de Belgische voetbalclub OH Leuven, een fusieclub die ontstond in 2002. Kumps was in totaal zeventien jaar voorzitter van Zwarte Duivels Oud-Heverlee en OH Leuven. Kumps werd 72 jaar.

## Carrière
Henri Kumps voetbalde heel zijn jeugd bij Daring Leuven, tot en met de eerste ploeg. Nadien speelde Henri ook als doelman bij de Zwarte Duivels Oud-Heverlee. Vervolgens trok hij naar Stade Leuven om er de doelmannen te trainen en Kumps was er ook jeugdvoorzitter. Begin jaren 1990 werd Henri Kumps voorzitter van Zwarte Duivels Oud-Heverlee. Onder zijn bewind klom de club op van tweede provinciale tot derde klasse.
Toen in 2002 de fusie tussen Stade Leuven, Daring Leuven en Zwarte Duivels Oud-Heverlee tot stand kwam, werd Henri Kumps aangeduid als eerste voorzitter van OH Leuven. In 2005 won OH Leuven de eindronde en promoveerde de club naar tweede klasse. En dat omschrijft Kumps als een van de mooiste momenten van zijn carrière. In totaal is Henri Kumps zeventien jaar voorzitter van Zwarte Duivels Oud-Heverlee en OH Leuven geweest. Na zijn afscheid als voorzitter werd Kumps benoemd als erevoorzitter.
Zijn opvolger bij de club werd Jan Callewaert, die van 2010 tot en met 2014 voorzitter was van OHL.